# Peertz
Peertz ist ein Ortsteil der Gemeinde Beetzendorf im Altmarkkreis Salzwedel in Sachsen-Anhalt.

## Geographie
Peertz, ein Rundplatzdorf mit Kirche, liegt rund fünf Kilometer südlich von Beetzendorf und fünf Kilometer nordwestlich der Stadt Klötze an der Jeetze in der Altmark.
Östlich des Dorfs liegt der Lelchower Busch, eine Wiese.

## Geschichte

### Mittelalter bis 20. Jahrhundert
Peertz wurde im Jahre 1346 erstmals als Pertze in einer Urkunde der von der Schulenburg erwähnt.
Das Landbuch der Mark Brandenburg von 1375 führte Pertz auf. Die Hebungen der abgabenpflichtigen Hufen, der Kossäten und der Mühle flossen an die von der Schulenburg. Im Dorf gab es drei Ritterhöfe.
Im Jahre 1816 kaufte die Gemeinde Peertz einen Teil der Lelchower Feldmark, das vormalige Vorwerk Lelchow. Auf der Feldmark von Peertz, ein Kilometer östlich des Dorfes, an der Grenze der Dorfflur, liegt „die Dorfstelle“ an die sich nördlich die „Dorfstellenden“ und westlich die „Dorfstellwiesen“ anschließen. Bei dieser Dorfstelle Lelchow befindet sich der Überrest einer alten Feldsteinkirche mit einer Mauerbreite von etwa 1,60 Meter.
Nach 1960 wurde im Dorf die Landwirtschaftliche Produktionsgenossenschaft LPG „Lelchow“ Peertz Typ I gegründet, die am 1. Januar 1971 mit der LPG Typ III Bandau zusammengeschlossen wurde.
Die Großsteingräber bei Peertz wurden spätestens im 19. Jahrhundert zerstört.
Die Hoppesmühle ist eine Wassermühle an der Jeetze, die etwa einen Kilometer nordwestlich des Dorfes liegt. Sie gehörte im 17. Jahrhundert Jochem Hoppe, der sie damals als Hopfenmühle nutzte.

### Herkunft des Ortsnamens
Jürgen Udolph führt den Ortsnamen auf das slawische Wort „para“ für „Schmutz“ oder „Morast“ zurück.
Heinrich Sültmann erkennt in den Namen Perz, Pertsse, Pertze, aufgrund der Lage dicht an der Jeetze, die slavischen Silben „po — pü — pe“ für „längs an“ und „veka“, „reice“ für „Bach“, „Fluß“ und übersetzt zu „Am Bach“.

### Eingemeindungen
Peertz gehörte ursprünglich zum Salzwedelischen Kreis der Mark Brandenburg in der Altmark. Von 1807 bis 1808 lag es im Kanton Klötze, anschließend bis 1813 zum Kanton Jübar auf dem Territorium des napoleonischen Königreichs Westphalen. Nach weiteren Änderungen kam es ab 1816 in den Kreis Salzwedel, den späteren Landkreis Salzwedel im Regierungsbezirk Magdeburg in der Provinz Sachsen in Preußen.
Am 20. Juli 1950 wurde Peertz in die Gemeinde Bandau eingemeindet. Nach Eingemeindung der Gemeinde Bandau in die Gemeinde Beetzendorf am 1. Januar 2009 wurde der Peertz ein Ortsteil der Gemeinde Beetzendorf.

### Einwohnerentwicklung
| Jahr | Einwohner |
| ---- | --------- |
| 1734 | 092       |
| 1774 | 129       |
| 1789 | 106       |
| 1798 | 112       |
| 1801 | 112       |
| 1818 | 125       |
| 1840 | 153       |

| Jahr | Einwohner |
| ---- | --------- |
| 1864 | 154       |
| 1871 | 153       |
| 1885 | 167       |
| 1892 | [00]157   |
| 1895 | 209       |
| 1900 | [00]158   |
| 1905 | 225       |

| Jahr | Einwohner |
| ---- | --------- |
| 1910 | [00]162   |
| 1925 | 164       |
| 1933 | 160       |
| 1939 | 148       |
| 1946 | 269       |
| 2015 | 085       |
| 2018 | [00]075   |

| Jahr | Einwohner |
| ---- | --------- |
| 2020 | [00]74    |
| 2021 | [00]73    |
| 2022 | [00]75    |
| 2023 | [0]77     |

Quelle, wenn nicht angegeben, bis 1946

## Religion
Die evangelische Kirchengemeinde Peertz, die früher zur Pfarrei Jeeben gehörte, wird heute betreut vom Pfarrbereich Beetzendorf im Kirchenkreis Salzwedel im Bischofssprengel Magdeburg der Evangelischen Kirche in Mitteldeutschland.

## Kultur und Sehenswürdigkeiten
- Die Dorfkirche Peertz ist ein spätromanischer Feldsteinbau.[21] Sie war eine Filialkirche der Kirche in Jeeben.